# 요록
요록(料祿)은 관리에게 주어지는 급여를 가리키는 말이다.
요(料)는 잡직(雜職), 각 군문(軍門)ㆍ아문(衙門)의 장교(將校)ㆍ원역(員役)들과 그 밖의 벼슬아치에게 급료(給料)로 사맹삭(四孟朔)에 주는 쌀ㆍ콩ㆍ보리ㆍ무명ㆍ베ㆍ돈(錢)을 통틀어 지칭하는 말이다. 녹(祿)은 관원(官員)에게 연액(年額)이나 사맹삭(四孟朔)으로 주는 곡포(糓布)의 총칭이다. 다른 말로는 녹봉(祿俸) 또는 봉록(俸祿)이라고도 한다.
경국대전 4등 과록(經國大典四等科祿)
제1과
정1품(正一品)
봄[春] 중미(中米) 4석, 조미(糙米 : 현미(玄米)) 12석, 대군(大君)에게는 3석을 더 줌. 전미(田米 : 육도미(陸稻米)) 1석, 노랑콩[黃豆] 12석, 명주[紬] 2필, 정포(正布 : 5승마포(五升麻布)) 4필, 저화(楮貨 : 지전(紙錢)) 10장(張).
여름 중미 3석, 조미 12석, 참밀[小麥] 5석, 명주 1필, 정포 4필.
가을 중미 4석, 조미 12석, 전미 1석, 참밀 5석, 명주 1필, 정포 4필.
겨울 중미 3석, 조미 12석, 노랑콩 11석, 명주 2필, 정포 3필.
제2과
종1품(從一品)
봄 중미 3석, 조미 11석, 전미 1석, 노랑콩 11석, 명주 2필, 정포 4필, 저화 10장.
여름 중미 3석, 조미 11석, 참밀 4석, 명주 1필, 정포 4필.
가을 중미 3석, 조미 10석, 전미 1석, 참밀 5석, 명주 1필, 정포 4필.
겨울 중미 3석, 조미 11석, 노랑콩 10석, 명주 1필, 정포 3필.
제3과
정2품(正二品)
봄 중미 3석, 조미 10석, 전미 1석, 노랑콩 9석, 명주 2필, 정포 4필, 저화 8장.
여름 중미 3석, 조미 10석, 참밀 4석, 명주 1필, 정포 3필.
가을 중미 3석, 조미 10석, 전미 1석, 참밀 5석, 명주 1필, 정포 4필.
겨울 중미 3석, 조미 10석, 노랑콩 9석, 명주 1필, 정포 3필.
제4과
종2품(從二品)
봄 중미 3석, 조미 9석, 전미 1석, 노랑콩 9석, 명주 2필, 정포 4필, 저화 8장.
여름 중미 3석, 조미 10석, 참밀 4석, 명주 1필, 정포 3필.
가을 중미 3석, 조미 9석, 전미 1석, 참밀 4석, 명주 1필, 정포 4필.
겨울 중미 3석, 조미 9석, 노랑콩 8석, 명주 1필, 정포 3필.
제5과
정3품(正三品) 당상관(堂上官)
봄 중미 3석, 조미 8석, 전미 1석, 노랑콩 8석, 명주 1필, 정포 4필, 저화 8장.
여름 중미 3석, 조미 8석, 참밀 3석, 명주 1필, 정포 3필.
가을 중미 3석, 조미 8석, 전미 1석, 참밀 4석, 명주 1필, 정포 3필.
겨울 중미 2석, 조미 8석, 노랑콩 7석, 명주 1필, 정포 3필.
정 3품.
봄 중미 3석, 조미 7석, 전미 1석, 노랑콩 8석, 명주 1필, 정포 4필, 저화 8장.
여름 중미 2석, 조미 8석, 참밀 3석, 명주 1필, 정포 3필.
가을 중미 3석, 조미 7석, 전미 1석, 참밀 4석, 명주 1필. 정포 3필.
겨울 중미 2석, 조미 8석, 노랑콩 7석, 명주 1필, 정포 3필.
제6과 종3품(從三品)
봄 중미 3석, 조미 7석, 전미 1석, 노랑콩 7석, 명주 1필, 정포 4필, 저화 6장.
여름 중미 2석, 조미 7석, 참밀 3석, 명주 1필, 정포 3필.
가을 중미 3석, 조미 6석, 전미 1석, 참밀 4석, 명주 1필, 정포 3필.
겨울 중미 2석, 조미 7석, 노랑콩 7석, 정포 3필
제7과 정4품(正四品)
봄 중미 2석, 조미 6석, 전미 1석, 노랑콩 7석, 명주 1필, 정포 3필, 저화 6장.
여름 중미 2석, 조미 7석, 참밀 3석, 정포 3필.
가을 중미 2석, 조미 6석, 전미 1석, 참밀 3석, 명주 1필, 정포 3필.
겨울 중미 2석, 조미 6석, 노랑콩 6석, 정포 3필.
제8과 종4품(從四品)
봄 중미 2석, 조미 6석, 전미 1석, 노랑콩 6석, 명주 1필, 정포 3필, 저화 6장.
여름 중미 2석, 조미 6석, 참밀 3석, 정포 3필.
가을 중미 2석, 조미 5석, 전미 1석, 참밀 3석, 명주 1필, 정포 3필.
겨울 중미 2석, 조미 6석, 노랑콩 6석, 정포 2필.
제9과 정5품(正五品)
봄 중미 2석, 조미 5석, 전미 1석, 노랑콩 6석, 명주 1필, 정포 3필, 저화 4장.
여름 중미 1석, 조미 6석, 참밀 2석, 정포 3필.
가을 중미 2석, 조미 5석, 전미 1석, 참밀 3석, 정포 3필.
겨울 중미 1석, 조미 5석, 노랑콩 5석, 정포 2필.
제10과 종5품(從五品)
봄 중미 2석, 조미 5석, 전미 1석, 노랑콩 5석, 명주 1필, 정포 3필, 저화 4장.
여름 중미 1석, 조미 5석, 참밀 2석, 정포 2필.
가을 중미 2석, 조미 5석, 전미 1석, 참밀 3석, 정포 3필.
겨울 중미 1석, 조미 5석, 노랑콩 5석, 정포 2필.
제11과 정6품(正六品)
봄 중미 2석, 조미 4석, 전미 1석, 노랑콩 5석, 명주 1필, 정포 3필, 저화 4장.
여름 중미 1석, 조미 5석, 참밀 2석, 정포 2필.
가을 중미 1석, 조미 5석, 전미 1석, 참밀 2석, 정포 3필.
겨울 중미 1석, 조미 4석, 노랑콩 4석, 정포 2필.
제12과 종6품(從六品)
봄 중미 2석, 조미 4석, 전미 1석, 노랑콩 4석, 명주 1필, 정포 3필, 저화 4장.
여름 중미 1석, 조미 5석, 참밀 2석, 정포 2필.
가을 중미 1석, 조미 4석, 전미 1석, 참밀 2석, 정포 2필.
겨울 중미 1석, 조미 4석, 노랑콩 4석, 정포 2필.
제13과 정7품(正七品)
봄 중미 1석, 조미 3석, 전미 1석, 노랑콩 3석, 정포 2필, 저화 2장.
여름 중미 1석, 조미 4석, 참밀 1석, 정포 2필.
가을 중미 1석, 조미 4석, 전미 1석, 참밀 2석, 정포 2필.
겨울 조미 1석, 노랑콩 2석, 정포 1필.
제14과 종7품(從七品)
봄 중미 1석, 조미 3석, 전미 1석, 노랑콩 2석, 정포 2필, 저화 2장.
여름 중미 1석, 조미 4석, 참밀 1석, 정포 1필.
가을 중미 1석, 조미 3석, 전미 1석, 참밀 2석, 정포 2필.
겨울 조미 4석, 노랑콩 2석, 정포 1필.
제15과 정8품(正八品)
봄 중미 1석, 조미 3석, 전미 1석, 노랑콩 2석, 정포 1필, 저화 2장.
여름 중미 1석, 조미 3석, 참밀 1석, 정포 1필.
가을 조미 3석, 참밀 1석, 정포 1필.
겨울 조미 3석, 노랑콩 2석, 정포 1필.
제16과 종8품(從八品)
봄 중미 1석, 조미 2석, 전미 1석, 노랑콩 2석, 정포 1필, 저화 2장.
여름 조미 3석, 참밀 1석, 정포 1필.
가을 중미 1석, 조미 2석, 참밀 1석, 정포 1필.
겨울 조미 3석, 노랑콩 2석, 정포 1필.
제17과 정9품(正九品)
봄 조미 2석, 전미 1석, 노랑콩 2석, 정포 1필, 저화 1장.
여름 조미 2석 정포 1필임.
가을 조미 2석, 참밀 1석, 정포 1필임.
겨울 조미 2석, 노랑콩 1석임.
제18과
종9품(從九品)
봄 조미 2석, 전미 1석, 노랑콩 1석, 정포 1필, 저화 1장.
여름 조미 2석.
가을 조미 2석, 참밀 1석, 정포 1필
겨울 조미 2석, 노랑콩 1석.

## 같이 보기
- 과전법